# マーコス
マーコス（Marcos Cars Ltd. ）は、1959年にジェム・マーシュ（Jem Marsh 、英国ナショナルフォーミュラーチャンプ）と、フランク・コスティン（Frank Costin ）の2人により設立されたイギリスの自動車メーカーである。会社名の由来はマーシュの「Mar」とコスティンの「Cos」を合わせたもの。

## 歴史

### レーシングカー
ジェム・マーシュが経営を、フランク・コスティンが設計を担当、レーシングカーを設計製作するワーク・ショップとしてスタートした。
設計担当のフランク・コスティンは第二次世界大戦中に活躍した戦闘爆撃機「モスキート」の設計に従事した経験を生かし、ベニヤ合板で製作されたシャシーと、かなり奇抜なスタイリングのFRPボディーを持つ初代のマーコスGT「ザイロン」（Xylon ）を開発する。
当初のプロトタイプはフォード製1,172ccエンジンが積まれていたが、ザイロンは軽量化のためコスワースチューンのフォード製993ccエンジンに積み換えられ、非力なエンジンながらもベニヤ合板による軽量かつ剛性の高いシャシはレースにおいて好成績を収める要因となったが、空力に優れながらも奇抜なボディー・デザインであることから「醜いアヒル」（Ugly Duckling ）という不名誉なニック・ネームが付けられる。
後にフォーミュラ1ドライバーとなるジャッキー・スチュワートやデレック・ベル、ジャッキー・オリバーとジョナサン・パーマーもこのザイロンを使ってレース経験を積んだ。生産台数は6台とされている。
1961年、デニス・アダムス（Dennis Adams ）、ピーター・アダムス（Peter Adams ）兄弟がマーコスに加入、ザイロンの手直しに取り掛かり、ガルウィングドアを与えられた「ルートン・ガルウィング」（Luton Gullwing ）と「ブレッドバン」（Breadvan ）が製造されたが、この頃フランク・コスティンはマーコスを去ってしまった。
1964年、日本の鈴鹿サーキットで行われた第2回日本グランプリに「ルートン・ガルウィング」が2台参戦している。これで日本初上陸を果たしたが、エントラントがホモロゲーション・シートを忘れた上にまだ日本では無名だったためオフィシャルにレース参戦を断られた。日本の自動車雑誌『カーグラフィック』の編集者が仲介して参戦できたものの、結果は出走した2台のうち1台は車検不合格のまま出走したため失格、もう1台は1位でフィニッシュするもののフライング・スタートのペナルティーを受けて5位という不本意な結果に終わった。
しかし地元イギリスでこのマーコスGTたちはクラブマン・レースを中心に1リットルクラスのコース・レコードを次々と塗り変えていった実績があり、この成功によって資金のバック・アップを受けることへと繋がり、新たにエイヴォンに工場を構え、市販車の製作のプロジェクトを立ち上げた。

### 市販車
1963年、市販車第1号となる「マーコススパイダー」を発表する。これはマーコスGTベースのオープン・カーで、アダムス兄弟がウッドン・フレームに手を加え、フォード製1.5リットルエンジンを搭載したモデルだった。内装も市販車両として通用させるための内貼りが施され、キット・カーとしては750ポンドで売り出されたが、一般からの評判は芳しいものではなかったため、販売台数は少なかったと見られる。
しかし翌1964年、ジェム・マーシュとアダム兄弟の奥の手とも言える「マーコス1800GT」が発表される。シャシーこそフランク・コスティン設計のウッドン・フレームを改良したものだったが、インボード・ブレーキや新設計のサスペンションを装備。そして悪評だったFRPボディーはマーコスGTのデザインから一転、アダムス兄弟がデザインし直したスリークなスタイルで「醜いアヒルから生まれた白鳥」とジャーナリストから称賛を浴びた。エンジンはボルボ製1,780ccエンジンが搭載されていた。このエンジン最高出力は114PSで、マーコスGTのフォード製エンジンが発生した最高出力60psから一気にパワフルなものへと変わったが、装備の充実とともに車重も増加したために性能面ではマーコスGTと特に変わりはなかった。完全なロード・カーとして生まれ変わった「マーコス1800GT」の登場でクラブマン・レースから遠ざかり、スポンサー的存在であったアマチュア・レーサーたちも自然と離れていくことになるが、ワイルドなデザインはアメリカ合衆国に受け入れられ、輸出で順調にメーカーとしての業績を伸ばした。
1967年、コスト削減のため搭載するエンジンをフォード製、ロータスコーティナ用の1.5リットルへ変更。サスペンション等も安価なパーツに交換されたため、実質の性能は低下してしまった。この「マーコス1500GT」の生産台数は82台とされる。
翌1968年、フォード製1,599ccOHVエンジンに変更され「マーコス1600GT」となった。
この年、前モデルの「マーコス1500GT」のスペシャル・モデル、「マーコス1650GT」も製造された（一説では3台）。エンジンを排気量1,650ccにボアアップ、さらにクリス・ローレンスがメカチューンを施し圧縮比が高められ、1基だったウェーバー・キャブレターも2基装備し最高出力140PSを発揮した。
さらに1968年これらの「マーコス1500GT」系と、後に登場する「マーコス2リットルGT」と平行して、ディアック用2,994ccV型6気筒エンジンを搭載し、4輪ディスクブレーキに変更された豪華版「マーコス3リットルGT」も生産された。このモデルの最高時速は201km/h、0-60mphは7秒であった。
翌1969年、「マーコス1500GT」系はコーセア用2リットルV型4気筒エンジンに変更され、「マーコス2リットルGT」として生産されている。
このようにマーコスのエンジンは需要や供給に合わせて目まぐるしく変更された。

### 鋼管パイプ・フレームへ
1969年、製造コストの面から「ウッドン・フレーム」が見直され、1969年の秋にボックス断面の鋼管スペースフレームに変更された。
1970年になるとマーコス3リットルGTは需要の大きかったアメリカ合衆国の排ガス規制に合わせるため、輸出用として元々触媒装置のあったボルボ・164用3リットル直列6気筒エンジンを搭載したモデルを製造した。また、少数だがトライアンフ製3リットル直列6気筒エンジンを積んだ車も製造されている。
これらのモデルはキット・カーとしても販売され、自分自身で車を組み立てることで購入者が比較的安価で購入できるシステムも取り入れられ、後に述べる「ミニ・マーコス」も含め、キット・カー・メーカーとしても地位を確立した。
同じく1970年、マーコスは新設計の4シーター・スポーツを発表する。この車は「マンティス」（Mantis ）と名付けられ、ロータスに在籍していたブライアン・カニントンが鋼管スペース・フレームを設計した。ボディーのデザインはデニス・アダムス。エンジンは トライアンフTR6用2.5リットル直列6気筒エンジンが組み込まれた。ちなみにマンティスはアダム兄弟がデザインした「Adam Probe 15」に端を発し、1968年のスパ1000kmに参戦したマーコス唯一のミッドシップ・レーシング・カー「マーコス・ブラバム」の流れを汲んでいる。
そしてこの1970年、マーコスはイギリスで大企業ではない自動車のスペシャリストとして1位を獲得している。

### 倒産
元々工場のあったウィルトシャーエイヴォンから程近いウェストベリーに工場を移動、拡張し、週に6-10台の生産を計画したが、アメリカ合衆国とイギリスとの貿易関係の悪化、工場再建が遅れて減産を余儀なくされた。元々縮小していた本国イギリス市場も開拓できなかった上にマンティスの開発費が仇となり、1972年倒産した。
しかしジェム・マーシュはマーコスのスペア・パーツの生産、販売の権利を残し、修理工場を構え、ビジネスを続けた。

### 再起
それまで生産したマーコスのオーナーを相手に細々とビジネスを続けたジェム・マーシュだったが、1976年に「マーコス」の権利を再び手中に収めることに成功した。
以前の「型」を使って再生産された車だけに特別変化した部分はなく、ボディーのデザインもほぼ以前のままだった。シャシも過去に設計された鋼管スペース・フレームに既製のフォード製2リットルエンジンや3リットルエンジン等を乗せるだけの手法だったが、メカチューンされたエンジンがオプションとして用意され、年々改良も進められた。1982年にはバーミンガム・モーター・ショーにマーコス3リットルGTを出展している。
それから2年後の1984年、元々の鋼管スペース・フレームにローバー3.5リットルV型8気筒エンジンを搭載した「マーコス・マンチューラ」（'_'Mantura ）を発表する。
さらに2年後の1986年、マンチューラのオープンカー「マンチューラ・スパイダー」を発表。以後のシリーズにオープン・モデルの「スパイダー」がライン・アップされるようになった。
そして1991年マンチューラとマンチューラ・スパイダーのエンジンは、190PSを発生したと言われているローバー製3.9リットルV型8気筒に変更された。
この頃バブル経済だった日本で発足した輸入元「マーコス・ジャパン」によってマンチューラ、マンチューラ・スパイダーが合わせて30台ほど輸入され、西日本代理店の京都「スギモトオート」、東日本代理店の横浜「マルヴァーン&アビンドン」を通して販売されたが販売実績は定かではない。「チェッカーモータース」も数台輸入、販売した。
同年マーコスはキット・カー「マーコス・マルティナ」（Martina ）を発売する。これはスタイリングこそマンチューラとほぼ同じだったが、エンジンをはじめロータスコーティナ用のパーツを多く流用した車だった。
「マンチューラ」と「マルティナ」は1993年まで製造されている。
1992年キット・カー事業から撤退することで「ミニ・マーコス」、「マルティナ」ともに生産中止となった。
同年、「マーコス・マンタラ」（Mantara ）を発表する。マンタラは「シーラカンス」と比喩されたマンチューラの正常進化型と言え、エンジンはローバー製3.9リットルV型8気筒のままだったが新型の鋼管スペース・フレームが採用された。

### レース復帰
1993年になるとレース参戦復帰をかけマンタラのル・マン24時間レーススペシャルとも言える「LM400」、「LM500」、「LM600」を続けざまに発表した。
これらの車はレース参戦のホモロゲーションを獲得するために市販化され、LM400はローバー製3.9リットルV型8気筒、LM500はローバー製5リットルV型8気筒、LM600はシボレー6リットルV型8気筒エンジンを搭載した。
ホモロゲーションを獲得したこれらの車はル・マン24時間レースとBRTC GT選手権、全日本GT選手権に参戦している。
1997年にマーコスLMシリーズの進化型「マンティス」、マンタラの進化型「マーコスGTS]」を発表。
この「マンティス」はネーミングこそ1970年に発表された4シーター・モデルと同じだが、325psを発生するフォード製4カム4.6リットルV型8気筒エンジンを搭載した2シーター・モデルで、0-60マイル加速は4秒とアナウンスされた。ボディーのデザインは巨大なエンジンをフロントに収めるためにカウルとタイヤハウスは大きなアーチを描き、戦闘的で独特のスタイルになり、イギリスのレースで注目され、人気を集めた。
「マーコスGTS」はマンティスのシャシーを利用した派生モデルだが、一回り小さいボディーサイズで実質マンタラの後継車の役割を果たした。搭載されるエンジンはローバー製2リットルエンジンで、これにターボチャージャーを追加して200psを発生するモデルも登場した。
1999年、マンティスは進化し、「マンタレイ」（Mantaray ）となる。マンタレイのシャシーはマンティスと共通だが、ボディーは攻撃的なイメージが薄れたまったく新しいものに変わった。搭載されるエンジンは230psを発生するローバー製4リットルV型8気筒と、オプションで340psを発生するローバー製4.6リットルV型8気筒が選べた。生産台数は4リットルモデルが11台、4.6リットルモデルが7台だった。
そして同年「マンティスGT」を製作した。この車はマンティスをベースとし、フォード製4カム4.6リットルV型8気筒にスーパーチャージャーを追加して500psを超えるエンジンを搭載。エキゾースト・パイプの太さは3インチにもなり、カーボンを多用したシャシーにレース用のブレーキとリア・フェンダーが取り付けられた、まさにコンペディショナルなモデルだった。
そしてこの車を最後にマーコスは再び債務超過に陥った。
2000年、ジェム・マーシュはマーコス・セールス（Marcos Sales Ltd. ）のビジネスを休止した。

### 引退
2001年、元々マーコスのエンジニアだったローリー・マクマス（Rory McMath ）はマーコス・ヘリテージ・スペアーズ（Marcos Heritage Spares ）を立ち上げ、マーコス・セールスを買収する。
この「マーコス・ヘリテージ・スペアーズ」はマーコス創業当時に至るまでの全ての権利を所有し、過去に製造されたモデルの部品の製造やアップ・グレード・パーツを製造した。
2002年ジェム・マーシュはアメリカ合衆国の支援者から融資を受け、マーコス・エンジニアリング（Marcos Engineering ）として「マーカサイトTS250」と名付けられた車をグッドウッド・フェスティバル・オブ・スピードで発表し、再び復帰することになる。
発表された「マーカサイトTS250」はマンタレイのシャシーに175馬力を発生するシボレー2.5リットルV型6気筒エンジンを搭載したもので、ボディーのデザインも伝統的なものだったが、従来丸目4灯だったヘッドライトはプジョーのものが与えられて近代的な顔つきとなった。
この車を発表した後、ジェム・マーシュは引退を表明した。

### 伝統との決別
2003年、名前から「マーカサイト」が外され、「マーコスTS500」が発表された。この車の開発を行ったのはノーブル・オートモーティブでM12の開発プロジェクトに参加したアラン・ウォレス（Alan Wallace ）とマーク・ウォレス（Mark Wallace ）である。マーカサイトTS250のシャシーを改良し、エンジンは320PSを発生するアメリカン・モーターズ製V型8気筒エンジンが搭載され、ボディーも若干グラマラスなデザインに変更された。しかし近代マーコスのアイコンだったローバーエンジンを採用しなかったことで、オーナーたちの間で物議を醸すことになった。

### 新生
2004年、ウォリックシャー州に工場を移設。
新生マーコスとして「TSO」をオーストラリア・アデレードで発表。これまでのモデルと違って何一つ前モデルから引き継がれない、まったくの新設計で経営破綻したローバーに変わって、350psバージョンと400psバージョン、2種類のシボレー5.7リットルV型8気筒エンジンが積まれた。Tony Stelligaが常務に就き、プロドライブが製作。またデザインはTVRのデザイナーだったデーミヤン・マクタガート（Damian McTaggart ）が担当している。
当初「TSO」はオープンモデルのみの生産だったが2005年クーペモデルも生産するようになり、オーストラリア仕様の「TSO GT」、そしてヨーロッパ向けの「GT2」が発表された。
2006年、「TSO GTC」と「TSO R/Tスパイダー」を発表。各パーツを強化してエンジンも462PSを発生する「パフォーマンス・パック」もオプションとして用意された。